# Radia Boubrioua
Radia Boubrioua est une judokate algérienne.

## Carrière
Radia Boubrioua est médaillée d'argent dans la catégorie des moins de 63 kg aux Championnats d'Afrique de judo 2005 à Port Elizabeth.